# فهرست شخصیت‌های خیالی گیاه‌خوار
این صفحه فهرستی از شخصیت‌های خیالی است که یا خود را گیاه‌خوار می‌دانند یا توسط سازنده گیاه‌خوار معرفی شده‌اند. توجه داشته باشید که برای سادگی، شخصیت‌ها ممکن است وگان نیز باشند و این مورد از این فهرست جدا نشده است.

## تحلیل اطلاعات شخصیت‌ها
برخی از محققان استدلال کرده‌اند که رسانه‌های گروهی به عنوان «منبع اطلاعات برای افراد» سعی در عادی سازی گیاه‌خواری یا وگانیسم و تشویق مردم به این عمل دارند، در حالی که در جامعه خلاف آن عمل می‌شود و تفکر قالب نسبت به گیاه‌خواران و وگان‌ها به شکل منفی است. فرهاد منجو، روزنامه‌نگار، در اوت ۲۰۱۹ نوشت «هنوز به‌طور گسترده‌ای در جامعه وگان‌ها مورد تمسخر قرار می‌گیرند». منجو همچنین گفته است که شخصیت‌های گیاه‌خوار و وگان اغلب به‌صورت منفی مانند «خود راضی» و «آزاردهنده» به تصویر کشیده می‌شوند، که منجر به وگافوبیا یا گیاه‌هراسی می‌شود و گوشت‌خواران دربرخی آثار تشویق می‌شوند تا کسانی که گوشت نمی‌خورند را مسخره کنند. در مقابل، برخی از نویسندگان، مانند جان ال کانینگهام، می‌گوید در این رسانه‌ها شخصیت‌های گیاه‌خوار دلسوزتر از باقی نمایش داده می‌شوند.

## معیارها
- شخصیت‌های فهرست شده یا شخصیت‌های اصلی هستند یا جزو شخصیت‌های تکرارشونده‌اند.
- شخصیت‌ها باید از طرف رسانه‌های تا حدودی شناخته شده باشند، البته رسانه‌های معتبر و نام آشنا.
- شخصیت‌هایی که جانور گیاه‌خوار هستند در اکثر موارد با استثنائاتی از این فهرست مستثنی شده‌اند، به خصوص اگر واقعاً گفته نشود که آنها گوشت نمی‌خورند.

نام‌ها در فهرست همراه با نام خانوادگی یا در صورتی که شخصیت دارای نام خانوادگی نباشد بر اساس نام واحد، گروه‌بندی شده‌اند.

## انیمیشن‌های سریالی
| شخصیت‌ها                      | عنوان نمایش                         | اولین حضور کاراکتر | یادداشت | کشور                |
| ---------------------------- | ----------------------------------- | ------------------ | --- | ------------------- |
| آنگ                          | آواتار: آخرین بادافزار              | ۲۱ فوریه ۲۰۰۵      | به گفته سازندگان این سریال، «بودیسم و تائوئیسم» الهام بخش بزرگی از ایده‌های آواتار بوده‌اند. همان‌طور که در قسمت‌های «پادشاه اوماشو» و «سربند» نشان داده شده است، یک جنبه قابل توجه از شخصیت آنگ رژیم گیاه‌خواری او است، که با بودیسم، هندوئیسم و تائوئیسم سازگار است. در قسمت «Brahmajala Sutra»، مطابق اخلاق بودایی، گیاه‌خواری تشویق شده است. آپا، گاومیش کوهان دار آسمان آنگ نیز گیاه‌خوار است.                                                                                                   | ایالات متحده آمریکا |
| آنگ                          | افسانه کورا                         | ۲۸ آوریل ۲۰۱۲      | | ایالات متحده آمریکا |
| تنزین                        | افسانه کورا                         | ۲۸ آوریل ۲۰۱۲      | تنزین، مانند همه ایر نومادزها، از یک رژیم غذایی گیاهی سخت پیروی می‌کند. او تلاش می‌کند با توجه به رژیم گیاه‌خواری ایر نومادزها، یک ایر نومادز گوشت‌خوار را متقاعد کند که در قسمت «تولد دوباره» به آنها بپیوندد. | ایالات متحده آمریکا |
| بیست بوی                     | تایتان‌های نوجوان (مجموعه تلویزیونی) | ۱۹ ژوئیه ۲۰۰۳      | بیست بوی در مجموعه انیمیشن تایتان‌های نوجوان ۲۰۰۳–۲۰۰۶ و کمیک‌ها گیاه‌خوار است. | ایالات متحده آمریکا |
| بیست بوی                     | تایتان‌های نوجوان به پیش!            | ۲۳ آوریل ۲۰۱۳      | بیست بوی در مجموعه انیمیشن تایتان‌های نوجوان ۲۰۰۳–۲۰۰۶ و کمیک‌ها گیاه‌خوار است. | ایالات متحده آمریکا |
| جسیکا کروز (فانوس سبز)       | دختران ابرقهرمان دی‌سی               | ۸ مارس ۲۰۱۹        | شخصیت اصلی این سریال، نه تنها یک صلح طلب است، بلکه یک وگان و دوستدار محیط زیست است. او اغلب این موارد را در قسمت‌های مختلف نشان می‌دهد. | ایالات متحده آمریکا |
| کنت دراکولا                  | قلعه هزار اردک                      | ۶ سپتامبر ۱۹۸۸     | با شروع تولید سریال، یکی از نویسندگان به سازنده پیشنهاد کرد که شخصیت اصلی گیاه‌خوار شود، که مفهوم کمدی‌تری به سریال اضافه کند؛ یک «اردک خون‌آشام گیاه‌خوار خودخواه» در یک قلعه. | انگلستان            |
| دراکولائورا                  | هیولای بالا                         | ۵ مه ۲۰۱۰          | برخی گفته‌اند که او سزاوار به رسمیت شناخته شدن به عنوان «یکی از معدود شخصیت‌های کارتونی وگان است.» با وجود خون‌آشام بودن، او میوه، سبزیجات و «مکمل‌های آهن» را به جای خون مصرف می‌کند. کیومی هاورلی، معاون طراحی Mattel، می‌گوید: «او وگان است. او گوشت و خون نمی‌خورد.» | ایالات متحده آمریکا |
| جرالد گود                    | خانواده گود                         | ۲۷ مه ۲۰۰۹         | این خانواده متشکل از تعدادی محیط بان گیاه‌خوار است که سعی می‌کنند «از هر نظر کار درست را انجام دهند.» | ایالات متحده آمریکا |
| هلن گود                      | خانواده گود                         | ۲۷ مه ۲۰۰۹         | این خانواده متشکل از تعدادی محیط بان گیاه‌خوار است که سعی می‌کنند «از هر نظر کار درست را انجام دهند.» | ایالات متحده آمریکا |
| اوبونتو گود                  | خانواده گود                         | ۲۷ مه ۲۰۰۹         | این خانواده متشکل از تعدادی محیط بان گیاه‌خوار است که سعی می‌کنند «از هر نظر کار درست را انجام دهند.» | ایالات متحده آمریکا |
| بلیس گود                     | خانواده گود                         | ۲۷ مه ۲۰۰۹         | این خانواده متشکل از تعدادی محیط بان گیاه‌خوار است که سعی می‌کنند «از هر نظر کار درست را انجام دهند.» | ایالات متحده آمریکا |
| چه                           | خانواده گود                         | ۲۷ مه ۲۰۰۹         | این خانواده متشکل از تعدادی محیط بان گیاه‌خوار است که سعی می‌کنند «از هر نظر کار درست را انجام دهند.» | ایالات متحده آمریکا |
| چارلی                        | خانواده گود                         | ۲۷ مه ۲۰۰۹         | این خانواده متشکل از تعدادی محیط بان گیاه‌خوار است که سعی می‌کنند «از هر نظر کار درست را انجام دهند.» | ایالات متحده آمریکا |
| پتراشیکونا «تیش» کاتسوفراکیس | گذران آخر هفته                      | ۲۶ فوریه ۲۰۰۰      | تیش، باهوش، هنرمند و آشکارا گیاه‌خوار است و حتی در تیتراژ ابتدایی سریال «هویجی در نان» را می‌خورد. | ایالات متحده آمریکا |
| میرا                         | توخالی                              | ۸ ژوئن ۲۰۱۸        | در قسمت اول فصل ۲، پدر میرا؛ کرتیس، می‌گوید «یک همبرگر گیاهی، برای گیاه‌خوار مورد علاقه ما» و بعداً، برادر خوانده‌اش، مایلز، به میرا می‌گوید: «... تو گیاه‌خوار هستی، یادت می‌آید؟» در پایان سریال هم، کرتیس برای میرا و دوستانش همبرگرهای گیاهی سرو می‌کند. | ایالات متحده آمریکا |
| میرا                         | توخالی                              | ۸ ژوئن ۲۰۱۸        | در قسمت اول فصل ۲، پدر میرا؛ کرتیس، می‌گوید «یک همبرگر گیاهی، برای گیاه‌خوار مورد علاقه ما» و بعداً، برادر خوانده‌اش، مایلز، به میرا می‌گوید: «... تو گیاه‌خوار هستی، یادت می‌آید؟» در پایان سریال هم، کرتیس برای میرا و دوستانش همبرگرهای گیاهی سرو می‌کند. | کانادا              |
| نادیا                        | نادیا: راز آب آبی                   | ۱۳ آوریل ۱۹۹۰      | قهرمان اصلی سریال یعنی نادیا، توانایی برقراری ارتباط با جانوران مختلف را دارد و از آنها مراقبت می‌کند. او یک صلح طلب و گیاه‌خوار است که آشکارا با خشونت، گوشت‌خواری و شکار مبارزه می‌کند. | ژاپن                |
| آپو ناهاساپیماپتیلون         | سیمپسون‌ها                           | ۲۵ فوریه ۱۹۹۰      | آپو یک گیاه‌خوار است. این موضوع در قسمت «لیسای گیاه‌خوار» در فصل هفتم سریال فاش شد. | ایالات متحده آمریکا |
| پاندا                        | سه خرس ساده‌لوح                      | ۲۷ ژوئیه ۲۰۱۵      | در قسمت «Tote Life» مشخص می‌شود که او یک گیاه‌خوار است که تخم مرغ نمی‌خورد. درجایی دیگر در قسمت «میهمانی‌های کریسمس» هم این موضوع دوباره نشان داده شده است. در حالی که مشخص نیست که او شیر می‌نوشد یا خیر، او حداقل یک گیاه‌خوار است و به بادام زمینی و گربه‌ها حساسیت دارد. البته این موضوع در همه قسمت‌ها ممکن است رعایت نشده باشد. | ایالات متحده آمریکا |
| لیسا سیمپسون                 | سیمپسون‌ها                           | ۱۷ دسامبر ۱۹۸۹     | در اپیزود ۱۵ اکتبر ۱۹۹۵، یعنی «لیسای گیاه‌خوار»، لیسا پس از ارتباط با بره در یک باغ وحش تصمیم می‌گیرد از خوردن گوشت خودداری کند. همکلاسی‌ها و اعضای خانواده‌اش او را به خاطر اعتقاداتش مسخره می‌کنند، اما با کمک آپو و همچنین پل و لیندا مک کارتنی، او متعهد به گیاه‌خواری می‌شود. کارکنان قول دادند که او یک گیاه‌خوار باقی بماند، که منجر به یکی از معدود تغییرات دائمی این شخصیت در این سریال شد.                                                                                                   | ایالات متحده آمریکا |
| نورویل «شگی» راجرز           | چه خبر، اسکوبی دو؟                  | ۱۴ سپتامبر ۲۰۰۲    | قبل از این مجموعه انیمیشنی، شگی که به دلیل داشتن «اشتهای بسیار زیاد» در مجموعه اسکوبی دوو شناخته می‌شد، شروع به کنار گذاشتن گوشت از وعده‌های غذایی خود کرد و در یک قسمت نشان داده شد که او گیاه‌خوار شده است. تصمیم برای گیاه‌خوار کردن شگی پس از آن اتفاق افتاد که صداپیشه او، کیسی کاسم، تهیه‌کنندگان را متقاعد کرد که این کار را انجام دهند، زیرا او یک گیاه‌خوار بود که از حقوق حیوانات حمایت می‌کرد. کاسم پیش از این گفته بود که از صداپیشگی شگی امتناع می‌کند مگر اینکه این شخصیت گیاه‌خوار باشد. | ایالات متحده آمریکا |
| مشت آهنی (دنی رند)           | مرد عنکبوتی نهایی                   | ۱ آوریل ۲۰۱۲       | دنی رند یک گیاه‌خوار و هنرمند رزمی است که با نام مشت آهنی شناخته شده است. رژیم غذایی او مستقیماً در این مجموعه انیمیشن ذکر شده است. | ایالات متحده آمریکا |
| استیون یونیورس               | استیون یونیورس                      | ۴ نوامبر ۲۰۱۳      | در اپیزود «روز برفی» از استیون یونیورس آینده، استیون به دیگر کریستال جمز می‌گوید که یک ماه است گیاه‌خوار بوده، شیک‌های پروتئینی می‌نوشد و «چرخه مراقبت از پوست خودش» را انجام می‌دهد. | ایالات متحده آمریکا |
| استیون یونیورس               | استیون یونیورس آینده                | ۷ دسامبر ۲۰۱۹      | در اپیزود «روز برفی» از استیون یونیورس آینده، استیون به دیگر کریستال جمز می‌گوید که یک ماه است گیاه‌خوار بوده، شیک‌های پروتئینی می‌نوشد و «چرخه مراقبت از پوست خودش» را انجام می‌دهد. | ایالات متحده آمریکا |

## کمیک‌ها
| شخصیت‌ها                         | نام کامیک                    | سال             | یادداشت |
| ------------------------------- | ---------------------------- | --------------- | --- |
| هالک                            | آخرین ولورین در مقابل هالک   | ۲۰۰۵–۲۰۰۹       | بروس بنر خود وگان است و این موضوع در کامیک نشان داده می‌شود؛ هرچند که نمی‌تواند زمانی که به هالک تبدیل می‌شود خود را کنترل کند. |
| برو                             | مردان ایکس شگفت‌انگیز جلد سوم | ۲۰۰۴–۲۰۱۳       | جهش یافته‌ای از نژاد Brood و سابقاً دانش آموز مدرسه ژان گری از مردان ایکس، شخصیتی «بسیار حساس، باهوش و دلسوز» است که گیاه‌خوار نیز هست. |
| کارولینا دین                    | فراری‌ها                      | از ۲۰۰۳ تا کنون | دین، که با نام‌های لوسی در آسمان یا LSD نیز شناخته می‌شود، یک لزبین، گیاه‌خوار و «یک دوستدار سرسخت حیوانات، متعهد به زندگی کاملاً عاری از گوشت و لبنیات» است." |
| کانر هاوک (گرین ارو)            | کمیک‌های سرگرم‌کننده بیشتر     | ۱۹۳۵–۱۹۴۷       | او که پیش از این همکار گرین ارو بود، به «دومین گرین ارو» تبدیل شد و در اینجا نشان داده شد که او «یک بودایی و گیاه‌خوار» است. بعداً او به کما رفت و فراموش کرد که یک قهرمان، کماندار یا گیاه‌خوار است، اگرچه به نوعی بعد از آن اتفاق خود را شفا داد. |
| تاد اینگرام                     | اسکات پیلگریم در مقابل جهان  | ۲۰۰۶            | تاد سومین دوست پسر سابق رامونا فلاورز و یک ستاره راک است که «واقعاً باهوش یا فوق‌العاده شگفت‌انگیز» است. با این حال، وگان بودن به او «قدرت‌های ذهنی» می‌دهد که در «اسکات پیلگریم و غم بی‌نهایت» از آن‌ها علیه پیلگریم استفاده می‌کند، اگرچه بعداً مشخص شد که «در رژیم غذایی وگان خود تقلب می‌کند». او بعدتر در سریال «اسکات پیلگریم برمی‌خیزد» نیز ظاهر می‌شود، جایی که می‌تواند «پرتال‌های وگان» بسازد و در این مجموعه فیلم با والاس ولز رابطه عاشقانه دارد. |
| تاد اینگرام                     | اسکات پیلگریم و غم بی‌نهایت   | ۲۰۰۵            | تاد سومین دوست پسر سابق رامونا فلاورز و یک ستاره راک است که «واقعاً باهوش یا فوق‌العاده شگفت‌انگیز» است. با این حال، وگان بودن به او «قدرت‌های ذهنی» می‌دهد که در «اسکات پیلگریم و غم بی‌نهایت» از آن‌ها علیه پیلگریم استفاده می‌کند، اگرچه بعداً مشخص شد که «در رژیم غذایی وگان خود تقلب می‌کند». او بعدتر در سریال «اسکات پیلگریم برمی‌خیزد» نیز ظاهر می‌شود، جایی که می‌تواند «پرتال‌های وگان» بسازد و در این مجموعه فیلم با والاس ولز رابطه عاشقانه دارد. |
| برنهارد «بادی» بیکر (انیمال من) | انیمال من                    | ۱۹۸۸–۱۹۹۰       | بادی، که با نام دیگر مرد حیوانی شناخته می‌شود، با همسرش «در مورد مصرف گوشت» بحث کرد، از شرایط دامداری متمرکز انتقاد کرد و با آزمایش‌های علمی روی جانوران مخالفت کرد. او همچنین در کمیک دیگری به فعالان حقوق حیوانات در کمک به نجات دلفین‌ها کمک می‌کند و باعث می‌شود که برخی او را «احتمالاً فعال‌ترین شخصیت در مبارزه برای حقوق حیوانات» در بین تمام شخصیت‌های ابرقهرمانی خطاب کنند.                                                                   |
| مگنیتو                          | مردان ایکس نهایی             | ۲۰۰۱–۲۰۰۹       | او «پرهیز از محصولات جانوری» را به دلایل نامعلومی انتخاب کرده است، احتمالاً به این دلیل که «دوستدار جانوران است و نمی‌خواهد به موجودات بی گناه آسیب برساند.» |
| اسکارلت ویچ                     | اسکارلت ویچ جلد دوم          | ۲۰۱۶            | واندا که در ابتدا در سال ۱۹۶۴ به عنوان یک شرور معرفی شد، بعداً به عضوی از انتقام جویان تبدیل شد. در بخش‌هایی از کمیک مشخص شد که او گوشت نمی‌خورد و الکل نمی‌نوشد. |
| میلی                            | ماتز                         | ۲۰۱۳            | در تعدادی از کمیک استریپ‌ها در شکرگزاری ۲۰۱۳، میلی، که صاحب یک گربه است، تصمیم می‌گیرد که یک غذای گیاهی برای روز شکرگزاری بپزد. البته، در تکه‌ای از کمیک می‌گوید که بوقلمون را از دست ندهید! |
| لاینس ون پلت                    | بادام زمینی‌ها                | ۱۹۹۴            | در یک جشن شکرگزاری، لاینس خود را یک گیاه‌خوار که معرفی می‌کند. |
| آزیمندیس                        | نگهبانان (کمیک)              | ۱۹۸۶–۱۹۸۷       | ویدت که با نام دیگر آزیمندیس شناخته می‌شود، به عنوان یک قهرمان شناخته می‌شد، البته بعداً تبدیل به یک شرور شد. او یک گیاه‌خوار است، شاید به دلیل «عشق او به گربه‌اش» باشد. |
| پرسفون                          | لور المپوس                   | از ۲۰۱۸ تا کنون | پرسفون ۱۹ ساله که با نام‌های پرسی و کور نیز شناخته می‌شود، الهه بهار و یک تازه‌وارد ساده دل و خونگرم است که به دنبال استقلال خود می‌باشد. در قسمت ۷۹ وب کمیک مشخص شد که او گیاه‌خوار است. |
| دیمین وین (رابین)               | بتمن اینکورپریتد             | ۲۰۱۲            | رابین، که با نام دیگر دیمین وین شناخته می‌شود، پس از «مأموریتی که در یک کشتارگاه انجام شد»، با دیدن گاوی که «گاو خفاش» نامیده شده، گیاه‌خوار می‌شود. تصمیم او برای ادامه گیاه‌خواری نیز «بعدها چندین بار ذکر شد.» |
| زاتانا                          | هاوک‌من                       | ۱۹۶۴–۱۹۶۸       | زاتانا یک شعبده‌باز قدرتمند و یک گیاه‌خوار است. او در کارهای جادویی خود با جانوران کار می‌کند و «علاقه خاصی به خرگوش‌ها دارد.» با توجه به سابقه طولانی خود در دی‌سی کامیکس، او به عنوان یکی از بهترین و قدرتمندترین شخصیت‌های زن دی‌سی و یکی از بزرگ‌ترین و مهم‌ترین شخصیت‌های لیگ عدالت شناخته شده است. |

## فیلم‌ها
| شخصیت‌ها      | عنوان / حق امتیاز                 | بازیگران       | سال‌ها | یادداشت | کشور         |
| ------------ | --------------------------------- | -------------- | ----- | --- | ------------ |
| لنی          | داستان کوسه                       | جک بلک         | ۲۰۰۴  | لنی، کوچک‌ترین پسر دون لینو، یک کوسه گیاه‌خوار، برادر کوچکتر فرانکی و بعداً دوست خوب اسکار است. علاوه بر این، مایکل ایمپریولی از دیدگاه‌های گیاه‌خواری لنی خجالت می‌کشد. | ایالات متحده |
| ایان میلر    | عروسی یونانی پرریخت‌وپاش و بزرگ من | جان کوربت      | ۲۰۰۲  | در این فیلم ذکر شده که ایان گیاه‌خوار است. | ایالات متحده |
| پگی          | سال سگ                            | مالی شنون      | ۲۰۰۷  | داستان فیلم درمورد زنی است که از یک سگ خانگی نگه‌داری می‌کند. در این راه، او به یک وگانیسم و فعال حقوق حیوانات تبدیل می‌شود. | ایالات متحده |
| لکس مورفی    | پارک ژوراسیک                      | آریانا ریچاردز | ۱۹۹۳  | مورفی در این فیلم گیاه‌خوار است. | ایالات متحده |
| ماریا پوسادا | کتاب زندگی                        | زوئی سالدانا   | ۲۰۱۴  | ماریا زنی است که از یک خوک مراقبت کرد و او را از ذبح نجات داد. اگرچه در خود فیلم گفته نمی‌شود که او گیاه‌خوار است، اما کارگردان آن؛ خورخه آر. گوتیرز، در توییتر گیاه‌خوار بودن او را تأیید کرد. | ایالات متحده |
| ام باکو      | پلنگ سیاه                         | وینستون دوک    | ۲۰۱۸  | در این فیلم، ام باکو، رهبر قبیله جباری که در کوه‌های واکاندا زندگی می‌کند، به یکی از مأموران سفیدپوست سیا به نام اورت راس می‌گوید: «اگر یک کلمه بیشتر حرف بزنید، من شما را غذای بچه‌هایم می‌کنم!» بعد از اینکه اورت با این کلمات شوکه می‌شود، با خنده می‌گوید که شوخی می‌کند، همه افراد قبیله او، از جمله خودش، گیاه‌خوار هستند. برخی این صحنه را به دلیل به چالش کشیدن کلیشه ای از فرهنگ سیاه‌پوستان و درک ظاهر گیاه‌خواران تحسین کردند. دوک بعداً گفت که برخی از فروشگاه‌ها به او بعد از این سکانس غذاهای گیاهی پیشنهاد می‌کردند. | ایالات متحده |
| مگان         | اما من یک تشویق کننده هستم        | ناتاشا لیون    | ۲۰۰۰  | قبل از اینکه او را به یک کمپ تبدیل درمانی بفرستند، والدین او و حتی دیگران ادعا می‌کنند که او یک لزبین است زیرا او گیاه‌خوار است! | ایالات متحده |
| ال وودز      | از نظر قانونی بلوند               | ریس ویترسپون   | ۲۰۰۱  | هنگامی که در دانشکده حقوق هاروارد ثبت نام می‌کند، خود و سگش را «گیاه‌خوار» توصیف می‌کند. |              |
| یئونگ هی     | گیاه‌خواری                         | چاه مین سئو    | ۲۰۰۹  | این فیلم پرتره زنی به نام یئونگ هی است که گیاه‌خوار است. | کره جنوبی    |

## بازی‌ها
| شخصیت‌ها        | عنوان                    | سال تولید | یادداشت | توسعه دهنده       |
| -------------- | ------------------------ | --------- | --- | ----------------- |
| برایس گاو      | جنون را هدایت کنید       | ۲۰۰۴      | در این بازی اکشن ماجراجویی الهام گرفته از حقوق حیوانات، بازیکن نقش برایس گاو، گاوی که توانایی راه رفتن و سخن گفتن را دارد بر عهده می‌گیرد که مصمم است به بهره‌کشی از حیوانات پایان دهد و همه را گیاه‌خوار کند. در طول بازی، بازیکن با استفاده از تاکتیک‌های مختلف به یک سری مأموریت می‌رود تا جانوران را نجات دهد. این بازی در یک محیط جهان باز است و دارای چندین روش حمل و نقل است. می‌توان گفت گیم پلی مشابه بازی اتومبیل‌دزدی بزرگ ۳ (بدون اسلحه یا خشونت) دارد. این بازی جایزه PETA دریافت کرد. | .Veggie Games Inc |
| النا           | برج پاندورا              | ۲۰۱۱      | النا زن جوانی است که نفرین شده تا تبدیل به یک هیولا شود. در اوایل بازی، به او پیشنهاد می‌شود که گوشت بخورد تا وضعیت خود را سرکوب کند. این موضوع برای او مشکل ساز است، زیرا او از مذهبی به نام «آیوس» پیروی می‌کند که خوردن گوشت را ممنوع می‌کند. اگرچه النا آن را می‌خورد، اما باید این کار را انجام دهد تا از تبدیل شدن به یک هیولا جلوگیری کند. او از مصرف گوشت برای حفظ انسانیت خود ناراضی است و با این وجود خود را گیاه‌خوار می‌داند.                                                          | گانباریون         |
| جانرون         | فار کرای ۶               | ۲۰۲۱      | در اواخر بازی، انقلابیون در حال برگزاری یک باربیکیو برای جشن گرفتن هستند. جانرون در اینجا غذایی مبتنی بر گیاه درخواست می‌کند. شخصیت دیگری سپس توضیح می‌دهد که او وگان است. | یوبی‌سافت تورنتو   |
| مونیکا         | باشگاه ادبیات دوکی دوکی! | ۲۰۱۷      | در نزدیکی پایان بازی، در طول بخش گفتگوی مونیکا، مونیکا به گیاه‌خواری خود اشاره می‌کند، اما عمدتاً برای کاهش ردپای کربن روی زمین این کار را انجام می‌دهد. | تیم سالواتو       |
| سوفیا داگر     | فال‌اوت ۷۶                | ۲۰۱۸      | سوفیا در به‌روزرسانی Wastelanders 2020 اضافه شد. در این بروزرسانی اگر گراهام جهش یافته از کنار او عبور کند، سوفیا به او می‌گوید که گوشت نمی‌خورد. | بتزدا سافت‌ورکز    |
| سازنده کارآموز | کلش آف کلنز              | ۲۰۱۲      | سازنده کارآموز یا شاگرد سازنده در به‌روزرسانی ژوئن سال ۲۰۲۴ به بازی اضافه شد. هنگام استفاده از «یک نوع میان‌وعده جادویی» به نام «لقمه سازنده» که به سازندگان این امکان را می‌دهد که به مدت یک ساعت ۲ برابر سریع‌تر کار کنند، در بازی گفته می‌شود که سازنده کارآموز گیاه‌خوار است و «لقمه سازنده» بر روی آن بی تأثیر است. | سوپرسل            |

## لایو اکشن‌های تلویزیونی
| شخصیت‌ها       | بازیگر        | نام نمایش                | مدت زمان  | یادداشت |
| ------------- | ------------- | ------------------------ | --------- | --- |
| راشل بری      | لی میشل       | گلی                      | ۲۰۰۹–۲۰۱۵ | در ابتدای نمایش، او به‌عنوان وگان به تصویر کشیده شد، اما بعداً مشخص شد که او «در واقع یک گیاه‌خوار است»، یعنی می‌تواند تخم‌مرغ و لبنیات را در رژیم غذایی خود داشته باشد. |
| فیبی بافی     | لیزا کودرو    | دوستان                   | ۱۹۹۴–۲۰۰۴ | فیبی به دلیل دوران کودکی بسیار سخت، ساده لوحی کودکانه‌ای در وجودش برای محافظت از جهان در برابر شرارت شکل گرفته است. او علاوه بر گیاه‌خوار بودن و محیط زیست‌گرایی، سعی می‌کند از تجربه زندگی‌اش چیزهایی نشان دهد. |
| توپانگا لارنس | دانیل فیشل    | پسر با جهان ملاقات می‌کند | ۱۹۹۳–۲۰۰۰ | او یک گیاه‌خوار است که شروع به گذاشتن قرار ملاقات با کوری می‌کند، و کوری پس از فهمیدن ترجیحات غذایی او، او را به شام در خانه بین‌المللی سالاد، معروف به IHOS دعوت می‌کند. |
| آنجلا مارتین  | آنجلا کینزی   | اداره                    | ۲۰۰۵–۲۰۱۳ | آنجلا چندین بار گفته است که گیاه‌خوار است. با این حال، برخی از منتقدان معتقد بودند که نویسندگان ممکن است گیاه‌خوار بودن او را فراموش کرده باشند. |
| نیکیتا میرس   | مگی کیو       | نیکیتا                   | ۲۰۱۰–۲۰۱۳ | اپیزود «خانه‌های شیشه‌ای» نشان می‌دهد که نیکیتا به‌طور آشکار از خوردن گوشتی که به عنوان غذای مهمانی در یک شام خانوادگی سرو می‌شود، امتناع می‌کند، که همین موضوع باعث می‌شود شخصیت‌های دیگر دربارهٔ آن اظهار نظر کنند. مگی کیو وگان است، اما نیکیتا در همان قسمت در حال خوردن بستنی نشان داده می‌شود که نشان دهنده این است که نیکیتا وگان نیست. |
| بریتا پری     | جیلیان جیکوبز | انجمن                    | ۲۰۰۹–۲۰۱۵ | او یک گیاه‌خوار است که به این موضوع «همیشه در جای مناسب» افتخار می‌کند. او همچنین یک آنارشیست و آتئیست است که پس از ترک دبیرستان به سراسر جهان سفر می‌کند. |
| اسپاک         | لئونارد نیموی | پیشتازان فضا             | ۱۹۶۶–۱۹۶۹ | او و سایر ولکان‌ها که گفته می‌شود «اولین گیاه‌خواران تلویزیونی» هستند، به دلیل «فلسفه عدم خشونت» از خوردن گوشت اجتناب می‌کردند. البته اسپاک به دنبال یک قسمت که در آن «به دوران قبل از تمدن منتقل شد» گوشت‌خوار نشان داده می‌شود. |